# Masacre de Borodianka
La masacre de Borodianka ocurrió durante todo el mes de marzo cuando las Fuerzas Armadas de Rusia atacaron masivamente la localidad de Borodianka, durante la ocupación militar del óblast de Kiev.
El presidente de Ucrania Volodímir Zelenski, informó de la devastación de la ciudad el 7 de abril de 2022, una semana después de que se descubriera la masacre de Bucha. Hasta el 17 de abril, se habían encontrado 41 cuerpos según el Servicio Estatal de Emergencia de Ucrania en Borodianka.

## Ataques rusos

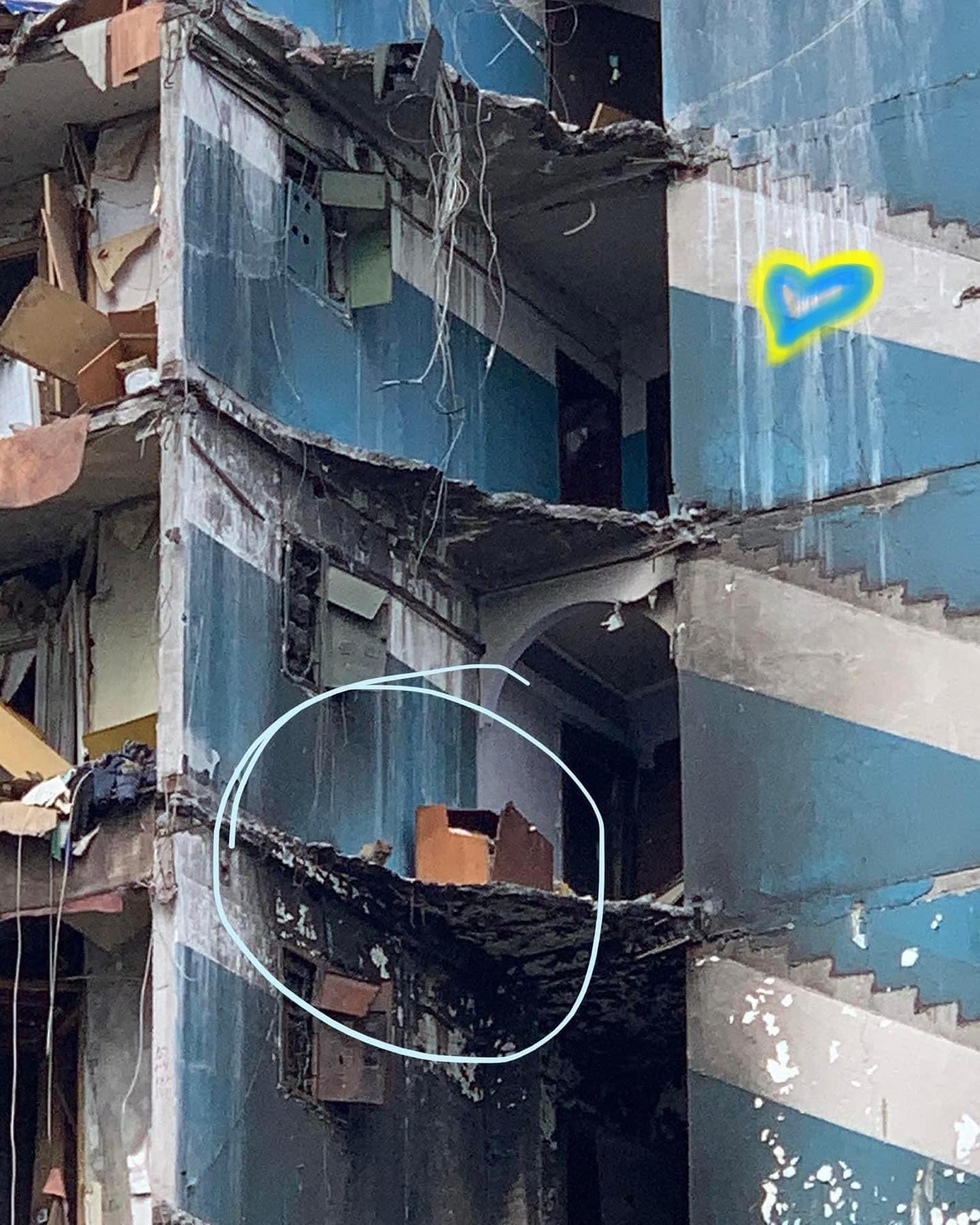
Gato rescatado luego de dos meses de un edificio en ruinas de Borodianka, que luego se volvió símbolo de la resistencia ucraniana.

Antes de la invasión rusa de Ucrania de 2022, Borodianka, un tranquilo "pueblo de una calle" al norte de Kiev, tenía aproximadamente 13 000 residentes.
Mientras las fuerzas rusas luchaban en Kiev y sus alrededores, Borodianka, que se encuentra en una carretera de importancia estratégica, fue blanco de numerosos ataques aéreos rusos. Según Iryna Venediktova, fiscal general de Ucrania, los soldados rusos utilizaron municiones en racimo y cohetes Tornado y Uragan para destruir edificios y dispararon "por la noche, cuando el número máximo de personas estaría en casa". La mayoría de los edificios de la localidad fueron destruidos, incluyendo casi toda su calle principal. Las bombas rusas golpearon los centros de los edificios y los hicieron colapsar mientras los marcos permanecían en pie. Oleksii Réznikov, ministro de defensa ucraniano, dijo que muchos residentes quedaron enterrados vivos por los ataques aéreos y agonizaron durante una semana. Dijo además que los soldados rusos dispararon contra aquellos que habían ido a ayudarlos.
Venediktova también acusó a los soldados rusos de "asesinatos, torturas y palizas" de civiles.
Algunos residentes se escondieron en cuevas durante 38 días. El 26 de marzo de 2022, Rusia, expulsada de Kiev, se retiró progresivamente de la región para concentrarse en el frente del Dombás. El alcalde de Borodianka dijo que cuando el convoy ruso atravesó la ciudad, los soldados rusos dispararon a través de todas las ventanas abiertas. Calculó al menos 200 muertos.
Solo unos pocos cientos de residentes permanecieron en Borodianka cuando los rusos se retiraron, con aproximadamente el 90% de los residentes huyendo, y un número desconocido de muertos entre los escombros. Las tropas rusas en retirada colocaron minas por toda la ciudad.
El 2 de mayo de 2022, empleados del Servicio Estatal de Emergencias rescataron a un gato del séptimo piso de un edificio destruido, que pasó allí cerca de dos meses sin comida ni agua y se convirtió en un símbolo de la «indomabilidad del pueblo ucraniano» en la lucha contra los ocupantes rusos.

## Desarrollos posteriores

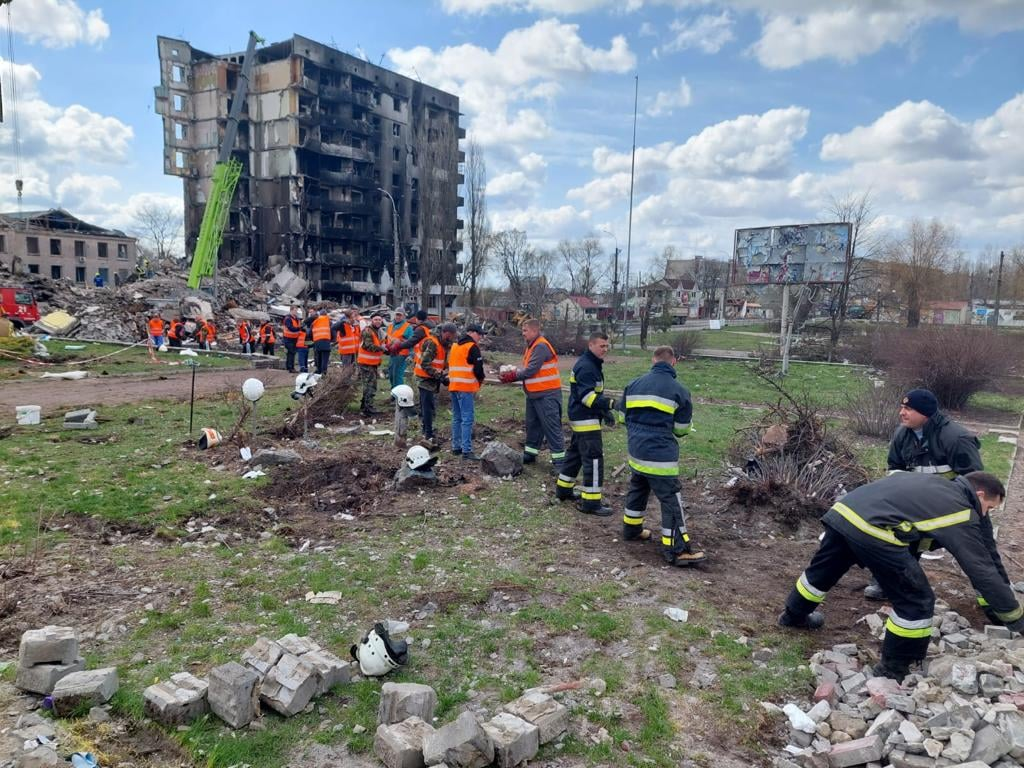
El rescaste y sepultura de los cuerpos se extendieron hasta abril.

La Agence France-Presse llegó a Borodianka el 5 de abril. La AFP no vio ningún cuerpo, pero informó de una destrucción generalizada y que algunas casas "simplemente ya no existían". El número de muertos humanos seguía sin estar claro: un residente informó que sabía de al menos cinco civiles muertos, pero que otros estaban bajo los escombros y que nadie había intentado sacarlos todavía.
El 7 de abril, Venediktova anunció que se habían descubierto 26 cuerpos iniciales entre los escombros de dos edificios destruidos. Afirmó que Borodianka era "la ciudad más destruida de la zona" y que "solo la población civil fue atacada; no hay sitios militares". El presidente Volodímir Zelenski dijo posteriormente que el número de muertos en Borodianka era " incluso peor" que en Bucha.
Según Europe 1, diez días después de la partida del ejército ruso, los bomberos seguían trabajando para recuperar cuerpos de entre los escombros para enterrarlos con dignidad. Su trabajo se complicó por el riesgo de que otros edificios se derrumbaran. Más cuerpos fueron descubiertos diariamente. Las morgues locales estaban desbordadas y los cadáveres tenían que ser transportados 100 kilómetros o más.